# 黃世銘
黃世銘（1950年2月26日—），花蓮縣人，中華民國檢察官，國立政治大學法律系畢業。曾任最高法院檢察署主任檢察官、檢察總長。
2013年的九月政爭中因涉及監聽國會事件而引發極大爭議，同年11月監察院對其彈劾案未通過；2014年1月監察院二度彈劾未過使其保住總長一職，同年3月21日遭台北地方法院判處有期徒刑1年2個月後黃發表辭職總長聲明，同年4月3日總統府發佈總統令准予辭職後，回任最高檢察署主任檢察官再申請退休，於2015年1月銓敘部核准退休，同年2月12日台灣高等法院合議庭認定黃世銘違反《通訊保障及監察法》及洩密罪判1年3月徒刑，得易科罰金，全案定讞。

## 經歷

### 早期經歷
- 1988年，當選第26屆中華民國十大傑出青年，及模範公務員。

### 任澎湖地檢署檢察長時期
- 1995年，民主進步黨籍澎湖縣長高植澎被議員質詢在其於1992年至1993年擔任西嶼衛生所主任期間有藥商捐贈衛生所五千元尾牙獎金、並涉嫌以不實勞保單不當領取勞保費用。時任澎湖地檢署檢察長黃世銘隨後以貪污和虛報勞保費查辦，法院審理最後以偽造文書結案。[5][6][7][8][9][10]

### 任嘉義地檢署檢察長時期
- 新黨省長候選人朱高正涉嫌在省長選舉嘉義市公辦政見會上毆打主持人方中和，以妨礙公務罪將朱高正起訴。亦偵辦過南部戰將曾振農的選舉暴力案[11][12]
- 黃世銘任嘉義地檢署檢察長時偵查貪腐，任內曾起訴四件省議員、局長等官員貪污案，但最後皆因證據不足判無罪。[10]

### 任桃園地檢署檢察長時期
- 1996年，黃世銘在桃園檢察長任內起訴前桃園縣長劉邦友在龜山鄉文小三學校用地遭竊佔案中涉嫌圖利，違反貪汙治罪條例。同年發生劉邦友血案，在調離桃園時本案仍為懸案。[13]
- 2000年，當法務部主任秘書時，調查局代局長程泉被控性騷擾，本案交黃世銘負責調查，黃世銘遠赴法國蒐證，包括當事人楊育真父母三人，和程泉供詞以及關係人訪談，並釐清雙方的矛盾點。[14]

### 任台北地檢署檢察長時期
- 2000年黃世銘從法務部主任秘書調升台北地檢署檢察長。
- 黃世銘上任後不到兩個月就先後將立委游淮銀跟林瑞圖涉及的陳年弊案提起公訴。並聲請羈押涉及台開弊案的國民黨籍立委王令麟，但法院裁定交保。
- 拉法葉案特調小組成立一周年前夕，黃世銘認為當時的證據還不足夠，不同意案子偵結。[15]。但有媒體事後認為黃世銘是強勢介入個案，不讓意見相左的台北地檢署上訴拉法葉案。[16][17]
- 陳定南撤換黃世銘北檢檢察長職務，安排他出任台南高分檢檢察長，遭拒。後安排黃接掌法醫所所長、推薦他出任監察委員，都遭婉拒。

### 任檢察總長時期
- 2010年3月，黃世銘在立院接受檢察總長資格審查。民主進步黨立委柯建銘質疑，檢察官無大小，因此沒有必要成立特偵組，搞英雄主義，而應回歸到一審較適當。黃表示：依照日本將「特搜部」放在一審運作較佳的經驗來看，特偵組應該設置在一審，才能有較充沛的資源辦案。[18][19]
- 2010年5月12日，監察院將江國慶案調查報告轉交檢察總長黃世銘續行偵辦，並提案糾正國防部，要求國防部最高軍事法院及最高軍事法院檢察署進行非常上訴及再審，同時須追回破案獎勵[20]。
- 2012年6月，黃世銘帶領特偵組偵查林益世貪汙案，主動分出特他案指示，將林益世被列為被告[21]。
- 2013年8月20日，性侵累犯林國政假釋四十天就犯下震驚全國的姦殺女童案，一、二審原本均判死，最高法院卻以智能低下等理由，改判無期徒刑定讞。立委王育敏聲請非常上訴，檢察總長黃世銘調查後認定，最高法院擅自摒棄專業鑑定、無視卷證顯示林男非智能低下，判決顯有適用法則不當、率斷、邏輯推演令人不解等重大違失，正式提起非常上訴，要求更審[22]。9月6日，特偵組召开記者會[23] ，在記者會中，黃世銘向公眾披露，王金平院長、法務部長曾勇夫、高檢署檢察長陳守煌等人涉嫌關說，构成「行政不法」[24][25]，隨後引發九月政爭。地方法院認為黃世銘向外界洩露偵聽內容，向總統及行政院長報告偵察中的案件，涉及公務員洩密罪，將他起訴，黃世銘因此請辭。在卸任檢察總長前夕，黃世銘為前立委謝啟大所涉曾文惠美金案提起非常上訴，但被最高法院判決駁回。
- 2014年11月申請退休獲批准，並於2015年1月生效。

## 爭議

### 高植澎案爭議
國民黨於1995年以貪污罪起訴澎湖縣縣長高植澎和七位護士，其中一名護士一審後、因無法承受被誣陷的壓力跳樓自殺。另一名鄭姓護士也因鬱悶罹癌而辭世。經10年司法纏訟，貪污罪最終無罪定讞，800多份病例中有10例為外島的病患打電話到衛生所， 護士在電話中問診，再由醫師開立醫囑，高植澎醫師被判偽造文書罪。
2013年，在黃世銘被指違法濫權、介入馬王政爭後，高植澎重砲批評黃世銘當年為政治目的的濫權起訴。他質疑，黃世銘和馬英九兩人，有真正依法嗎？都沒違法嗎？假清高。高同時嗆黃世銘說，要比清廉，黃遠不如他，且既然他已是當事者，有沒違法或者清高，就應辭職接受檢驗，讓人家查一次看看。
黃世銘的解釋：
1. 該案係本人於澎湖地檢署檢察長任內剪報分案並起訴之案件（82年度偵字第305、320、394號），高植澎係被訴（一）於81年7月間在西嶼衛生所主任任內收受藥商回扣新臺幣（下同）5,000元。（二）與衛生所護士集體偽造不實病歷表詐領醫療獎勵金。關於5,000元回扣部分，主要證據是檢察官於搜索藥商起出帳冊內記載「西嶼衛生所主任 C 5,000元」乙筆，據藥商供認該5,000元係回扣。此部分法院審理後，以藥商對5,000元是否回扣，先後供述不一，且高植澎與藥商有同學情誼，平日即有送往迎來之舉，難認有收受回扣之犯意，而判決無罪確定。至高植澎與衛生所護士集體偽造病歷表詐領醫療獎勵金部分，則經法院一、二審、更一、更二、更三審均以偽造文書判決有罪，最後判處高植澎有期徒刑1年2月，緩刑2年確定（高雄高分院87年度重上更三字第42號刑事判決）。並非外傳高植澎部分全部無罪確定。
2. 關於被訴之許姓護士部分，一審以偽造文書判處有期徒刑1年2月，緩刑3年，二審於84年9月8日撤銷原判決，改判處有期徒刑1年2月，不予緩刑（高雄高分院83年度上訴字第2695號刑事判決），許姓護士不服，上訴三審後，未俟三審判決，於85年1月30日即亡故；另被訴之鄭姓護士部分，一審雖判決無罪，惟二審於84年9月8日撤銷原判決，改判處有期徒刑1年2月，並以其患病為由，諭知緩刑3年（同上第2695號刑事判決），鄭姓護士亦不服，上訴三審後，不幸於同年12月1日因病逝世。足證許、鄭姓2位護士於往生前，法院均判決有罪，而非外傳之無罪。
3. 上開事實，部分立法委員於99年3月間在立法院審查檢察總長資格時，已有質詢，本人業詳予答覆在案。惟極少數媒體人士仍經常以此案漫指本人領導檢察官辦案有濫行起訴云云，本人因慮及不要再增加已逝世護士家屬之困擾而一再隱忍，不願公諸媒體澄清，玆王美琇女士以訛傳訛，未經查證即斷章取義，以大篇幅報導，要求本人應受認真檢視，並遽指「檢調司法已淪為國民黨的政治工具，這是台灣司法最大的恥辱，也是對民主最大的傷害」云云，本人仔細閱畢後，深感痛心，因該專欄貶低本人信譽屬事小，但傷害全國檢察同仁辛勞則事大，為維護本人及檢察機關之聲譽，爰澄清如上。（該說明已登載於101年8月24日法務部檢察官論壇）

### 調查關說爭議

#### 調查關說
1. 2013年6到9月，特偵組因懷疑民主進步黨立法院黨團總召集人柯建銘立委可能涉及陳榮和收賄案（100年特他字61號）而向臺北地方法院取得監聽票開始進行監聽，從對話中錄到柯請立法院院長王金平代為處理全民電通背信案更一審檢察官上訴一事之相關內容涉嫌關說，柯建銘在通話中提及希望檢方不要繼續上訴，王金平回應，曾勇夫會去處理。而檢察官林秀濤最終並未提起上訴。黃世銘親自求見馬英九總統報告調查內容。[27][28][29][30][31][32][33][34]
2. 2013年9月6日，特偵組召开記者會[23]，檢察總長黃世銘向公眾披露，王金平院長、法務部長曾勇夫、高檢署檢察長陳守煌等人涉嫌關說，已經构成「行政不法」[24][25]。
3. 2013年12月15日，检评会认定立法院长王金平为民进党立法委员柯建铭的司法个案关说法务部长曾勇夫，最高检检察长陈守煌成立。[35]

#### 後續發展
1. 2013年9月8日，特偵組澄清，因涉案人員層級為立法院院長及行政院部會首長，且對國家社會影響重大，黃世銘依憲法第44條規定，「總統對於院與院間之爭執，除本憲法有規定者外，得召集有關各院院長會商解決之。」據以向馬總統提出報告，合乎憲法規範意旨。
2. 黃世銘表示：「王院長的聲明他都是完全迴避6月28日跟29日電話通信監察譯文裡面所提到的事情。」黃世銘反問院長為何不解釋「勇伯OK」是什麼意思？還有，院長電話裡說「女檢察官是勇伯的人」這人指的是不是林秀濤？難道沒有用預算案幫柯建銘案關說嗎？雙方爭執的還有這個。王金平：「特偵組可偵查五院院長的部份只限於於貪瀆案件，但是本件不是貪瀆案。」黃世銘：「關說的介入，不予起訴或上訴，但是涉及到刑法125條，濫權不予追訴的問題，特偵組針對濫權不予追訴，有權來偵辦。」。
3. 臺灣高等法院檢察署檢察長陳守煌強調若有關說，馬上辭掉檢察長職務。
4. 2013年9月9日，《法治時報》社長黃越宏、律師蔡易餘、黃帝穎等赴臺北地檢署遞狀告發黃世銘與特偵組違法亂紀，將偵查權當作政治鬥爭的工具，涉犯9項罪嫌。[36][37]
5. 2013年9月9日，前法務部政務次長李進勇赴特偵組，告發總統馬英九、檢察總長黃世銘、特偵組代理發言人楊榮宗，違反《刑法》第132條及《通訊保障及監察法》第24條、27條等。[38][39]
6. 2013年9月25日，黃世銘赴立院備詢時表示，9月1日，馬英九主動約詢黃世銘，確認關說案能否成立，黃世銘再度進入總統官邸向總統報告此事，並將通話譯文與林秀濤證詞交給馬英九。[40]他也坦承監聽高檢署檢察官林秀濤。[41]
7. 2013年9月27日，民間司改會基於黃世銘與特偵組承辦檢察官涉嫌違法濫權而正式向檢察官評鑑委員會請求評鑑。[42]
8. 2013年9月28日，黃世銘出面為特偵組監聽立法院總機道歉，但稱不知該號碼是立院總機。他對在場記者詢問是否會辭職、以表示對監聽最高民意機關負責則未作答覆。[43]
9. 2013年10月，監察院為調查關說、監聽與洩密案，陸續約詢高檢署檢察官林秀濤、前法務部長曾勇夫及檢察總長黃世銘，釐清相關案情。[44]
10. 2013年10月4日，黃世銘被告發涉及洩密等罪，遭台北地檢署以被告身份傳喚。成為中華民國史上第一位以被告身份應訊的檢察總長[45]。同時，檢察官評鑑委員會也進行調查他是否違反法官法，法務部成立調查小組，查他是否濫權監聽。
11. 2013年11月1日，北檢偵辦檢察總長黃世銘涉洩密及通訊保障及監察法案件，全案偵結，依洩密及通保法起訴黃世銘[46]。黃世銘是第一個遭到起訴的檢察總長，面臨最重3年有期徒刑[47]。
12. 2013年11月28日，監察院調查關說、監聽與洩密案後進行表決，以5票對5票，未通過檢察總長黃世銘彈劾案。
13. 2013年12月14日，檢察官評鑑委員會調查檢察總長黃世銘洩密及濫權監聽案出決議，認定黃世銘犯下七大違失，嚴重違反法官法，應付懲戒，報法務部移送監察院彈劾[48]。
14. 2013年11月28日，監察院召開彈劾審查會，最後投票結果為5比5，依監察院規定，同票視同遭否決，黃世銘案首度彈劾未過關。[49]
15. 2013年12月19日，監察院下午再召開黃世銘彈劾審查會，經監委討論，認為調查報告不夠全面，提案監委決定撤案。[50]
16. 2014年1月7日，監察院再度召開彈劾審查會，結果為6票對6票，二度彈劾案未過關，黃世銘暫保檢察總長職位。監察院依規定，不得再對同一人、同一案由提彈劾。[51]

#### 各方態度
1. 馬英九總統說，他與檢察總長黃世銘見面，內容是行政不法的調查，而非刑事不法，所以不涉及刑事訴訟法個案偵查不公開的洩密問題。
2. 民進黨前主席蔡英文表示：檢察總長不但涉及洩密，還有濫權監聽的問題，起訴只是司法機關的第一步的處理，牽涉到司法公信力跟人民對司法信賴，司法既然已經做了第一步的處理，「檢察總長自己要衡酌，他所處的的司法體系裡的地位，應該要主動的去職，法務部也應該知道這個案子的嚴重性，至少要把檢察總長停職，靜待司法後續處理」。至於洩密對象馬英九、江宜樺等都全身而退，引發外界質疑，蔡也說起訴有一點避重就輕。[52]
3. 法務部聲明，黃世銘總長所涉並非重大罪案，依法官法規定還不可以命令他停職。法務部指出，法官法第86條第2項第1款規定，最高法院檢察署檢察總長屬本法所稱檢察官，所以檢察總長亦適用法官法有關檢察官的相關規定。檢察官的停職規定如下：依法官法第89條第1項準用第43條第1項第6款規定 ，停止檢察總長職務，須認定其所涉刑事或懲戒情節重大，才可以停職。法務部說，北檢以黃世銘總長涉犯刑法第132條第1項洩漏或交付關於中華民國國防以外應秘密消息及通訊保障及監察法第27條之罪嫌提起公訴，這些罪行都是屬於刑事訴訟法第376條不得上訴第三審的輕罪，且該案件經法院進行審判程序後，是否認定真正有罪，法務部尚無從遽認。另有關黃世銘總長行政違失行為部分，法務部已移送檢察官評鑑委員會進行個案評鑑，該會目前尚未議決，所以黃世銘所涉懲戒情節是否重大，法務部亦無從臆斷。因此，黃世銘檢察總長所涉刑事案件情節是否重大，不宜僅以其因涉犯刑事案件經提起公訴為唯一之判斷依據。法務部目前認為，就黃世銘總長被起訴等案，還不是法官法所定涉刑事、懲戒情節重大的停職原因[53]。
4. 曾任法官的民進黨立委劉櫂豪於在立法院司法及法制委員會質詢黃世銘時表示，黃世銘在此次事件中的表現對台灣法治教育「有極大貢獻」。劉櫂豪提出「《憲法》第四十二條保障人民秘密通訊的自由」「《憲法》四十四條中，可以支持你去跟馬總統報告嗎？」「《通訊監察保障法》第2條規定，監聽是最後手段，但這次特偵組的做法，給台灣人好好上了一課」「監聽過程中發現其他案件時，不需要另外申請一個案號嗎？」等疑問，「總長，我討論的是立法院三讀通過、總統公佈明文的法律，它位階絕對比你規定的還高！」「總長我非常訝異，但是我也欽佩你的誠實，因為你可能這樣長期以來這樣指揮辦案啊。」痛批黃世銘與特偵組明顯濫權，黃世銘幾乎無法反駁，有網友聽完質詢內容後感動的說「誰理虧很清楚」、諷刺黃世銘「謊言當場被戳破」。[54][55][56][57][58]
5. 立委吳宜臻質詢黃世銘向總統報告的法律依據為何。法務部代理部長陳明堂指出，涉及《刑事訴訟法》、《政府資訊公開法》及《個人資料保護法》之案件，包括刑案終結不起訴者，資料一律偵查不公開，卷證應保密，沒例外。[59]
6. 民間司法改革基金會執行長林峯正律師指出，監聽關說案應移送行政院，黃世銘對總統馬英九等第三人洩密之問題，應下台負責，否則至少應自行停職，靜候檢方調查，否則以黃檢察總長的身分，臺北地檢署也不敢偵辦黃洩密。[60]民間司改會並於9月16日以濫權及違法監聽為由至監察院檢舉黃世銘。[61][62]
7. 民進黨立委邱志偉表示，前國防部長楊念祖、前法務部長曾勇夫都因故黯然下台，因洩密遭起訴的黃世銘更應該下台。1995年，黃世銘以5000元冤辦澎湖縣長高植澎，造成高植澎遭停職，但最後被無罪；如今黃世銘自己遭到起訴，「難道不用停職嗎？」[7]
8. 前國民黨發言人陳以信認為，檢察總長是司法官，一受憲法保障，二受法官法保障，免職、停職皆有具體規定。如要黃不以其所謂「法律責任觀」判定負責標準，豈非違背憲法與法律意旨反將檢察首長政治化？況且依法官法，要將黃免、停職條件非常嚴格。北檢起訴罪名為洩密罪，是三年以下有期徒刑，屬「不得上訴第三審之罪」，未來即便一審判罪且緩刑，黃也未必需要停職，何況如今僅是一審被起訴？至於政治責任，北檢雖指黃不應向總統報告偵查個案，但刑事訴訟法也設有「為維護公共利益或保護合法權益有必要者」之例外規定。黃憂心本案造成社會動盪、政局不安，所以儘速向長官報告，難道不算「維護公共利益」？再依法務部《檢察機關辦理刑事訴訟案件應行注意事項》，檢察官如於偵查中發現有違反行政規定，本宜通報行政主管機關處理。此案廣涉司法、立法與行政三權，黃因此向總統報告。這又怎能說是「專制復辟、戕害民主」？有意見認為黃應比照曾勇夫請辭負責，但法務部長是政務官，本應負政治責任，但檢察總長是司法官，須承擔者僅為法律責任，且憲法與法官法已有明確負責範圍，不得恣意擴張。黃世銘聲明若一審判有罪就下台，已較法律規定嚴格，應是有擔當的適切決定[63]。
9. 前高雄地檢署檢察長凌博志認為黃世銘「一、作秀爆料，心態可議；二、濫權監聽，妄下結論；三、洩漏機密，越級報告；四、以下犯上，紊亂體制；五、差別待遇，懲罰不公；六、公報私仇，貽笑四方」，公開呼籲他辭職。[64]
10. 前最高法院院長楊仁壽表示：檢察機關是司法機關，因此檢察總長不能去向總統報告有關於通訊監察的案情結果，總統也應謹守分際不能接受（報告）。[65]
11. 前司法院大法官許玉秀於2013年11月10日接受專訪表示：[66]

總長不下台的理由建立在任期保障的規定上，《法院組織法》第66條規定：最高法院檢察署檢察總長由總統提名，經立法院同意任命之，任期四年，不得連任。難道因此非得讓總長任職滿四年不可？同樣經總統提名、立法院同意、有任期保障的，還有大法官。大法官的任期保障規定在《憲法增修條文》第五條，法律保障位階比檢察總長的更高。我曾經歷五個大法官提前卸任，兩個因轉任其他職務算是自願離職，另外三個，一個卸任，因為言行不完全符合社會期待，僅屬道德層次，還不到違規或違法的程度，兩個因為機構內有貪瀆行為而離職，並不是他們在職務上，有甚麼不法或不當的行為。為什麼依據保障效力較低的法律，檢察總長的離職門檻反而比較高？
經過任命程序的檢察總長，必須在犯罪偵查這個職務上，有足夠的智慧和抗壓性，足以抵抗來自政治與經濟方面的壓力，能夠獨立判斷事件的影響層面與效果，而作成決斷。最重要的，就是必須有能力和誠意實踐正當法律程序。這一次，檢察總長似乎不能獨立判斷如何處理所面對的事件。因為檢察總長的表現，基層檢察官頓時好像淪為小學生，而平常擋在前面、帶領他們追訴權高位重的高官罪行的人，原來像個遇事驚慌，必須急急向老師求救的小學班長。從黃總長對於《通訊保障及監察法》的解釋與適用來看，不管是認為已經構成刑事犯罪，或認為只有行政疏失，都顯示黃總長並不是一個對於正當法律程序原則有信仰的人。不能遵守正當法律程序的公權力，就會把人民當作發洩權力慾望的工具，一個會在人民身上發洩權力慾望的人，當然不適任檢察總長。而從檢察總長為自己所設定的彈劾條件、一審有罪條件來看，被某些人讚譽為人格高尚的黃檢察總長，對自己的專業道德及品格道德，顯然並沒有以擔任檢察總長的高標準來要求自己。
黃世銘回應，王金平對監聽譯文避重就輕。對於王金平說特偵組無權辦國會議長，黃世銘認為，關說的行為不能從表面直接認定是單純行政責任或涉貪，因為檢察官如果明知被告有罪，而因為關說介入，故意不起訴或上訴，就涉及刑法第125條的濫權不追訴問題；特偵組一開始依監聽譯文得知，涉關說人包括院長、部長層級，特偵組依法有權可以偵辦濫權不追訴案件，王金平可能對法律有所誤會。特偵組經過2個月調查，認為沒有刑事不法，完全只有單純關說的行政問題，監聽譯文可說是行政關說案的證據資料，不是偵查中的證據，此時對外公布，沒有王金平所謂的違反偵查不公開問題。特偵組最後認定案件沒有構成濫權不追訴，也沒有刑事不法，純粹是行政不法，也就無從傳喚王金平，假如傳喚王金平，反而才是特偵組以刑事調查手段，行行政調查之實。他認為全案經綜合卷內資料，認定關說明確，基於遏止關說以維公共利益，公布譯文於法有據。

## 佚事
- 黃世銘女兒黃宜君曾是知名新銳作家，2005年10月20日也就是她30歲生日前一日，被發現在就讀的國立東華大學宿舍陽台前上吊自殺。女兒的死是黃世銘心中永遠的痛，到現在，他還把女兒一篇文章，隨身攜帶翻閱[68][69]。
- 黃世銘擔任首長期間，遇到工友出缺，都要求優先選擇低收入戶或殘障人士[70]。

## 外部連結
- 立法院司法及法制委員會質詢黃世銘（2013年9月25日）：

1. 立法委員劉櫂豪 （页面存档备份，存于）
2. 立法委員管碧玲 （页面存档备份，存于）
3. 立法委員陳其邁 （页面存档备份，存于）
4. 立法委員尤美女 （页面存档备份，存于）
5. 立法委員吳宜臻 （页面存档备份，存于）
6. 立法委員吳秉叡 （页面存档备份，存于）

| 司法职务               | 司法职务                                           | 司法职务               |
| ---------------------- | -------------------------------------------------- | ---------------------- |
| 前任： 林偕得 （代理） | 最高法院檢察署檢察總長 2010年4月19日－2014年4月3日 | 繼任： 林偕得 （代理） |